# Maracaju
Maracaju es un municipio brasileño ubicado en el estado de Mato Grosso do Sul, fundado en 1924.

## Geografía
Está situado a 160 km de la capital estatal Campo Grande, a 384 m s. n. m.
Su población es de 31,933 habitantes, según datos del IBGE, y la superficie es de 5,298 km²
Es la octava ciudad del estado en calidad de vida.

## Turismo
Es conocida como la capital de la longaniza, donde se realiza todos los años la Fiesta de la Longaniza, con una receta especial conocida en portugués como "Linguiça de Maracaju".